# 펀치몬스터
《펀치몬스터》(Punch Monster)는 넥스트플레이가 개발한 대규모 다중 사용자 온라인 롤플레잉 게임이다.